# Lockdown (Album)
Lockdown ist das zwölfte Soloalbum des deutschen Rappers Schwartz. Es erschien am 21. Januar 2022 über das Musiklabel Hirntot Records.

## Hintergrund
Lockdown entstand laut Pressetext im März 2021 während der COVID-19-bedingten Lockdown-Isolation, das gesamte Album hat Schwartz in seinem Wohnzimmer aufgenommen. Außerdem hat er, um den Solo-Charakter zu unterstreichen, auch das Artwork und den Großteil der Beats selber angefertigt.
Lockdown wurde in digitaler Form sowie als CD veröffentlicht. Die CD-Version enthielt zwei Bonustracks und erschien ausschließlich zusammen mit dem Album Höllensturz sowie einem Hirntot-Kartenspiel, einem Poster und einer Sammelkarte als Home Invasion-Bundle.
Auf den auf der CD enthaltenen Bonustracks rappt Schwartz mit einer Kopfstimme und nennt sich Weysz. Der Track Ich träume von Engeln und lebe mit Dämonen soll inhaltlich einen Zusammenhang zu seinem Gedichtband Du scheinst wie aus Dunkelheit herstellen.

## Titelliste
1. Dunkelste Stunden
2. Lockdown
3. Ich träume von Engeln und lebe mit Dämonen
4. Schwarze Wolke (feat. Thizzy und Fruity Luke)
5. Katzenskit
6. Abgrund
7. Dungeon
8. Ich raste aus (feat. Blokkmonsta)
9. Ich weysz, ich weysz (Bonustrack auf der CD-Version)
10. Jetzt beginnt die Ballerei (feat. Dr. Faustus) (Bonustrack auf der CD-Version)

## Rezeption

### Rezensionen
Auf Laut.de wurde Lockdown zum „Album der Woche“ gewählt und erhielt vier von fünf möglichen Sternen. Der Redakteur Dominik Lippe hebt positiv die Darstellung der „seelischen Schieflagen“ hervor: so rufe „der Rapper in seinen besten Momenten klaustrophobische Bilder im Stile von Roman Polanskis Frühwerk Ekel auf, in dem die von Catherine Deneuve gespielte Hauptfigur zunehmend dem Wahn verfällt, bis schließlich die Wände nach ihr greifen.“ Lediglich der Track mit Blokkmonsta entzöge sich der Grundidee und das Alter Ego Weysz auf den Bonustracks empfand er als „klamaukig“. Die Review schließt mit den Worten: „So stark der Lockdown auch [Schwartz’] seelisches Wohlbefinden belastet, so vorteilhaft wirken sich die Maßnahmen auf die Musik aus.“

### Charts und Chartplatzierungen
Lockdown stieg auf Platz 23 der deutschen Albumcharts sowie auf Platz drei der deutschen Hip-Hop-Charts ein. Es ist somit die bislang erfolgreichste Solo-Veröffentlichung von Schwartz.
| ChartsChartplatzierungen | Höchstplatzierung | Wochen |
| ------------------------ | ----------------- | ------ |
| Deutschland (GfK)        | 23 (1 Wo.)        | 1      |